# Klay Hall
Klay Hall est un réalisateur et animateur américain. Il est principalement connu pour son travail sur les séries Les Rois du Texas et Le Roi de Las Vegas. En 2013 il réalise Planes, le film dérivé de Cars.

## Filmographie

### Réalisateur

#### PourLes Simpson
| Année | Titre                | Titre original       | Saison | Épisode | Scénariste  |
| ----- | -------------------- | -------------------- | ------ | ------- | ----------- |
| 1998  | Chéri, fais-moi peur | Natural Born Kissers | 9      | 25      | Matt Selman |

#### Autres
- 1993 : Family Dog (2 épisodes)
- 1994 : Garfield et ses amis (1 épisode)
- 1997-2003 : Les Rois du Texas (94 épisodes)
- 2004-2005 : Le Roi de Las Vegas (13 épisodes)
- 2009 : La Fée Clochette et la Pierre de Lune
- 2013 : Planes

### Animateur
- 1987 : Histoires fantastiques (1 épisode)
- 1987 : Mighty Mouse, the New Adventures (6 épisodes)
- 1991 : A Wish for Wings That Work
- 1992 : Cool World
- 1992-1998 : Les Simpson (15 épisodes)
- 1993 : Family Dog (1 épisode)
- 1997-1999 : Les Rois du Texas (2 épisodes)

### Scénariste
- 2009 : La Fée Clochette et la Pierre de Lune
- 2013 : Planes